# Canaletto
Giovanni Antonio Canal (Venetië, 18 oktober 1697 - Venetië, 19 april 1768), beter bekend als Canaletto, was een Italiaanse kunstschilder uit Venetië, en internationaal gewaardeerd als schilder van Venetiaanse vedute (stadsgezichten). Canaletto, samen met Giambattista Pittoni, Giovanni Battista Tiepolo, vormen de traditionele grote Oude Meesters van die periode.

## Biografie

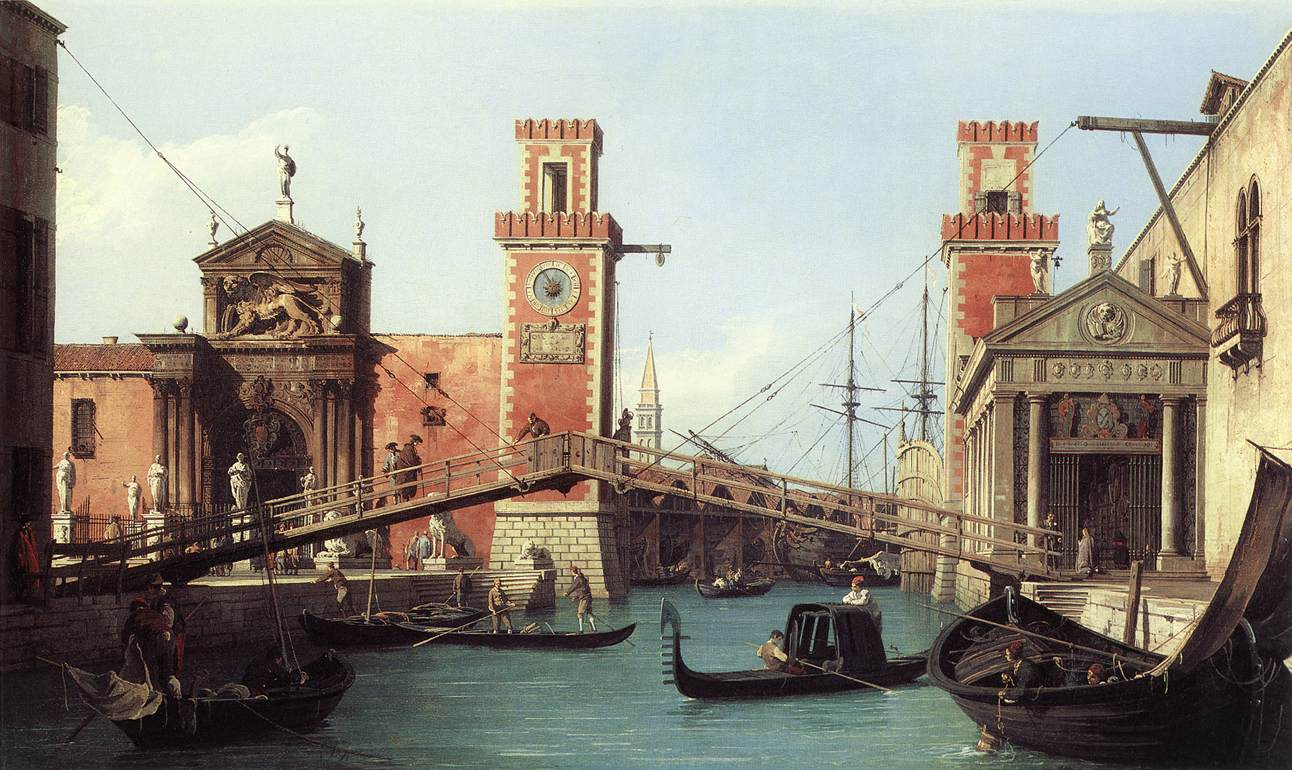
Gezicht op de ingang naar het Arsenaal in Venetië (1732)

Zuane Antonio Canale werd 30 oktober 1697 gedoopt in de San Liokerk in Venetië. Zuane is Venetiaans voor Giovanni. Zijn vader, Bernardo Canal, werkte als decorontwerper in de theaterindustrie. In de 17e eeuw was door componisten als Monteverdi, Cavalli en Cesti de opera in het theater populair amusement geworden. In 1700 had Venetië zeventien operatheaters, waar ook veel aandacht aan het decor werd besteed. Rond 1719-20 ging Canaletto met zijn vader naar Rome om de decors te ontwerpen voor twee opera's van Scarlatti: Tito Sempronio Gracco en Turno Aricino. Dan wordt voor het eerst melding gemaakt van Canaletto, en waarschijnlijk was hij dan, 23 jaar oud, al ten minste zeven jaar bij zijn vader in de leer. Hij leerde architectuur en perspectief schilderen en de illusie van ruimte creëren. Canaletto werd geïnspireerd door de Romeinse vedutista Giovanni Paolo Pannini. In 1720 werd hij in Venetië lid van de Collegio dei Pittori (het schildersgilde) en ging hij zijn eigen weg door in plaats van decorstukken voor opera's topografisch te schilderen. Zijn grootste concurrent op dit gebied was zijn leraar Luca Carlevaris, maar die overleed in 1730. Carlevaris was in Rome geïnspireerd door de Nederlandse schilder Caspar van Wittel (Vanvitelli). Canaletto schilderde in 1725-26 vier werken voor Stefano Conti, een rijke koopman uit Lucca. Ze zijn een mijlpaal in Canaletto's vroege carrière. Het betreft onder meer Het Canal Grande: bij de Rialtobrug naar het noorden (1725), Het Canal Grande: Rialto Brug uit het noorden (1725), Het Canal Grande: van de Santa Maria della Carità naar de Bacino di San Marco (1726). Zaccaria Sagredo, de zoon van een doge, was de belangrijkste kunstmecenas in Venetië, en het moet Canaletto hebben geholpen dat hij een schilderij in diens 'palazzo' had hangen. De ambassadeur van de Heilig Roomse keizer Karel VI kocht een schilderij, waarschijnlijk Santi Giovanni e Paolo en de Scuola di San Marco (1725), op de markt die jaarlijks buiten de Scuola di San Rocco werd gehouden. Canaletto begon bij de Venetiaanse adel, die hem vooral wilden laten afbeelden wat zij voor hun stad verwezenlijkten. Ze gaven hem als opdracht werken in opbouw af te beelden in delen van de stad die voor de toerist niet meteen zo interessant waren.
De eigenlijke start van het toeristisch getinte stadsgezicht had veel te maken met de overtuiging dat Venetië een tweede Rome was. De Venetianen waren ervan overtuigd dat de toeristen de antieke grootsheid evengoed in hun stad konden terugvinden. Gefantaseerde ideaalbeelden van de stad, met klassieke gebouwen uit de oudheid op plaatsen waar die niet staan en nooit gestaan kunnen hebben, waren erg in trek. Op die manier werd doelgericht een stereotiep en onrealistisch beeld van de stad opgehangen.
De toeristen, voornamelijk van gegoede Engelse afkomst, bleken stilaan ook oog te hebben voor het 'pittoreske' in de stad. Via de Ier Owen McSwiney, acteur en impresario, wist Canaletto de Britse en 'grand tourist'markt aan te boren. Deze realistischer manier van kijken bracht op haar beurt een nieuw cliché voort dat volgens sommigen in onze tijd nog voortleeft. Anderzijds bleef men de geïdealiseerde stad afbeelden. De toeristen werden Canaletto's belangrijkste klanten. McSwiney introduceerde hem bij Lord March, die in 1723 de tweede hertog van Richmond werd. Joseph Smith was voor Canaletto gedurende zijn lange carrière van het grootste belang. Smith werd in 1744 de Britse 'consul in Venetië'. Smith verzamelde Canaletto's werk en bemiddelde in de aankoop van tekeningen en schilderijen door Britse toeristen.
Rond 1735 kwam zijn veertienjarige neef Bernardo Bellotto in Canaletto's atelier werken. In 1744 stierf zijn vader. In 1746 vertrok Canaletto voor acht jaar naar Londen, maar hij kwam tussentijds verschillende keren terug naar Venetië. Sir Hugh Smithson was in Londen zijn belangrijkste mecenas. Hij maakte ook werk voor de hertog van Beaufort in Badminton. In Engeland schilderde hij veertig tot vijftig werken. In 1755 keerde Canaletto voorgoed terug naar Venetië. In september 1763 werd hij lid van de Academia di Belle Arti, die in 1756 was opgericht. Hij werd 19 april 1768 in San Lio begraven. Tijdens zijn leven beïnvloedde hij in Engeland Samuel Scott en William Marlow en na zijn dood Bonington, Turner, Samuel Prout en James Holland. In Venetië werd hij opgevolgd door Francesco Guardi.

## Stijl
De werken van Canaletto behoren tot de rococo.

## Openbare collecties
- Gallerie dell’Accademia, Venetië

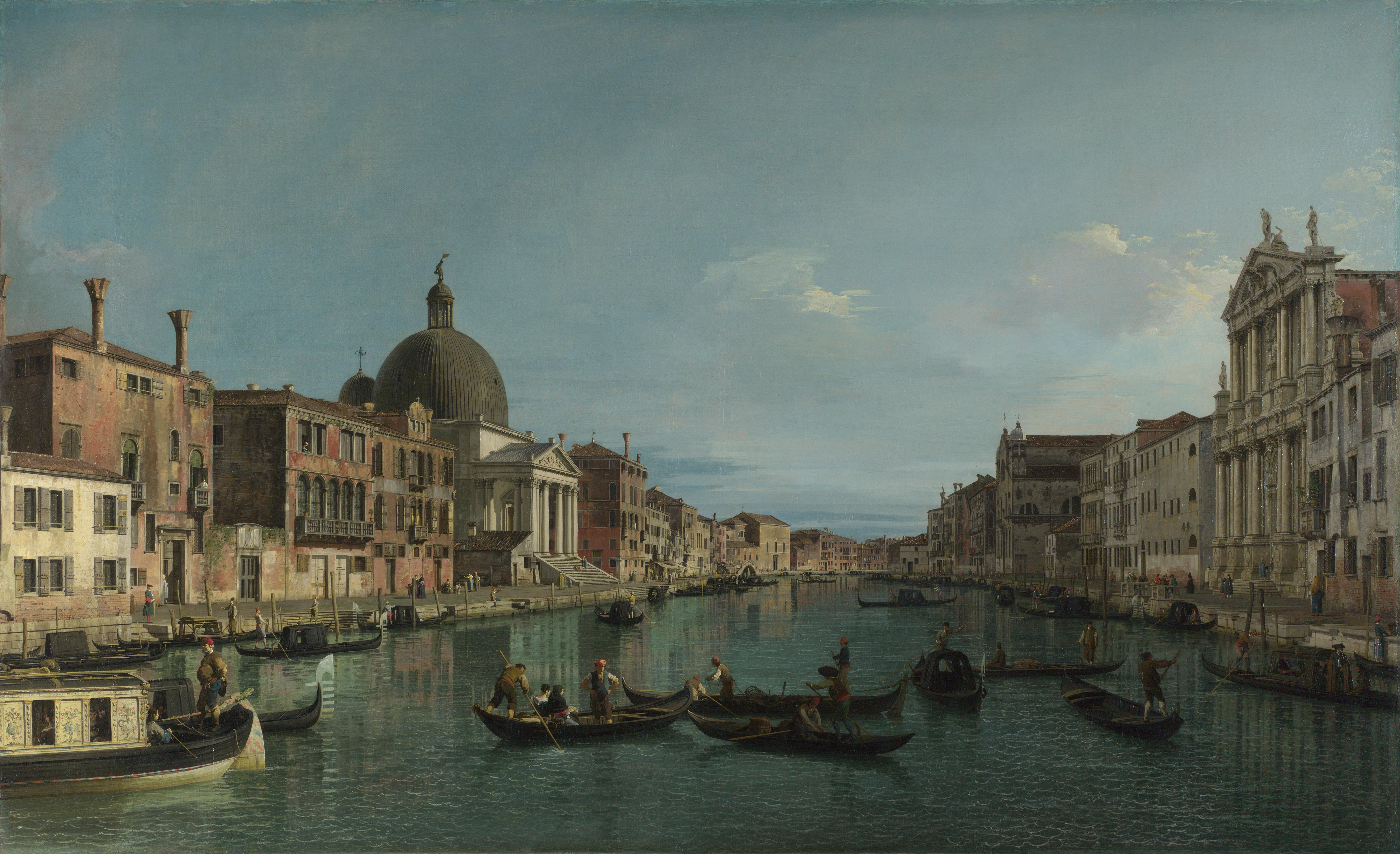
Canaletto (1738) - Venice: The Upper Reaches of the Grand Canal with San Simeone Piccolo

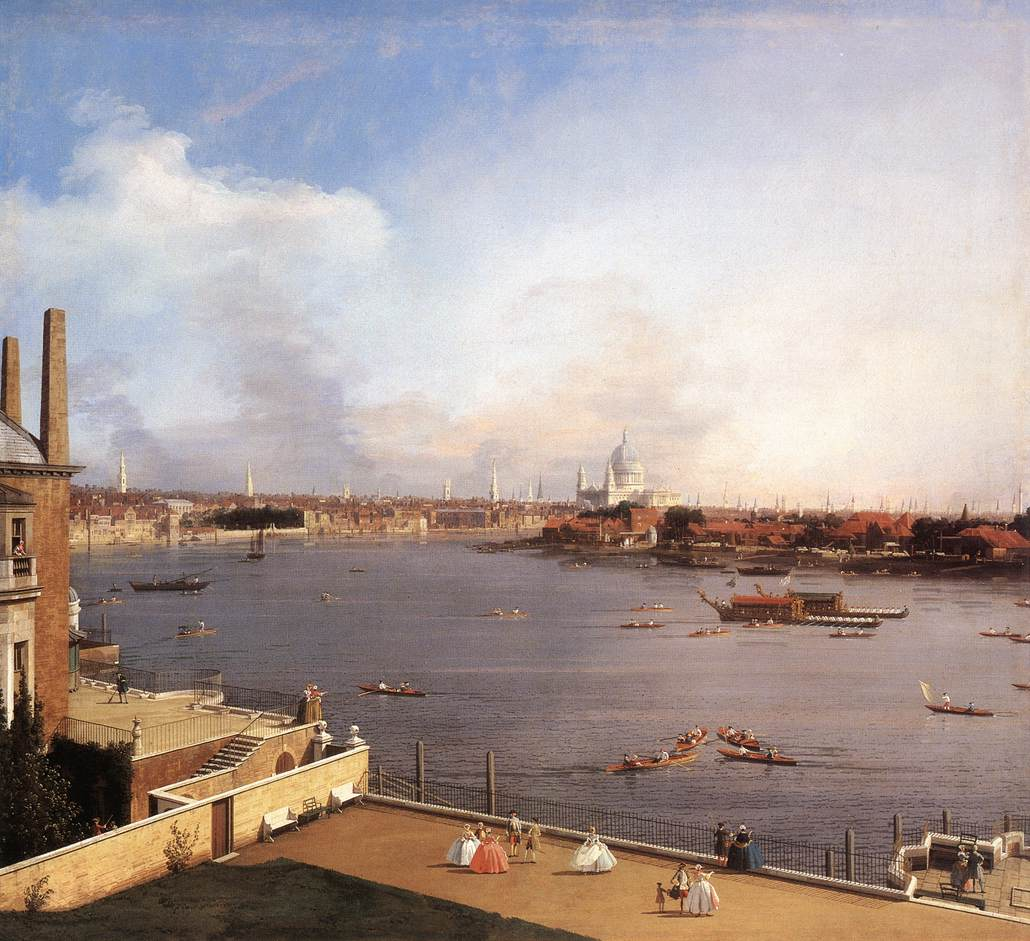
The River Thames from Richmond House: een klassieke veduta, 1747

- Fine Arts Museums of San Francisco, San Francisco
- Hermitage, Sint-Petersburg
- Kunsthistorisches Museum (Wenen), Wenen
- Louvre, Parijs
- Museum of Fine Arts (Boston), Boston
- Metropolitan Museum of Art, New York
- Museum of Fine Arts (Houston), Houston
- Rijksmuseum Amsterdam[1]
- Sir John Soane's Museum, Londen

## Schilderijen
- De Dogana in Venetië, ca. 1724-30
- Het Canal Grande van het Palazzo Flangini tot het Palazzo Bembo, ca. 1740
- Charing Cross en Northumberland House, Londen, pen en inkt
- Fantasiegezicht op Venetië, ets, 1741[2]
- Riva Schiavoni
- Perspectiefzicht met portiek (1765)